# Prayner Konservatorium

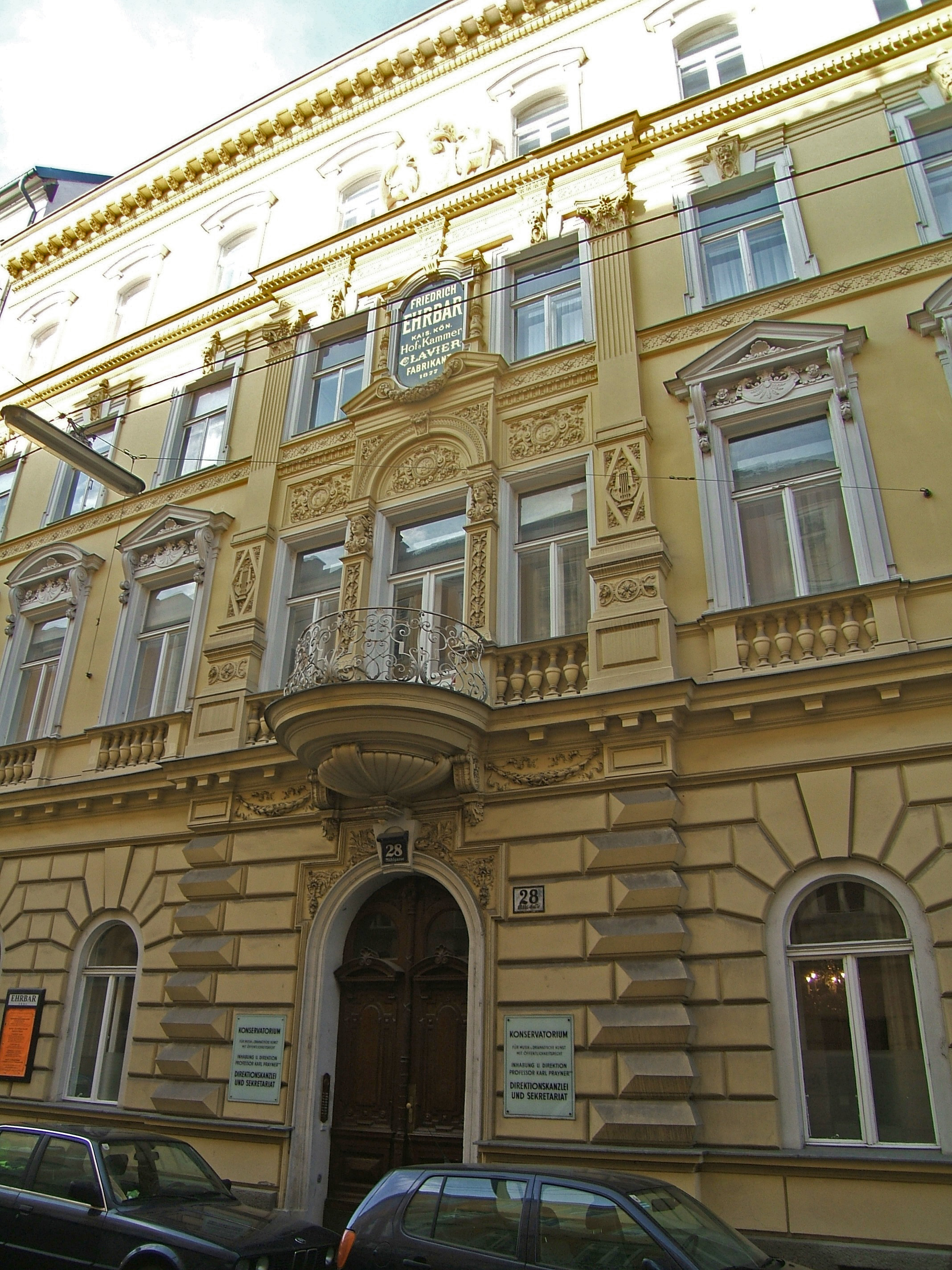
Das Prayner Konservatorium befand sich im Palais Ehrbar

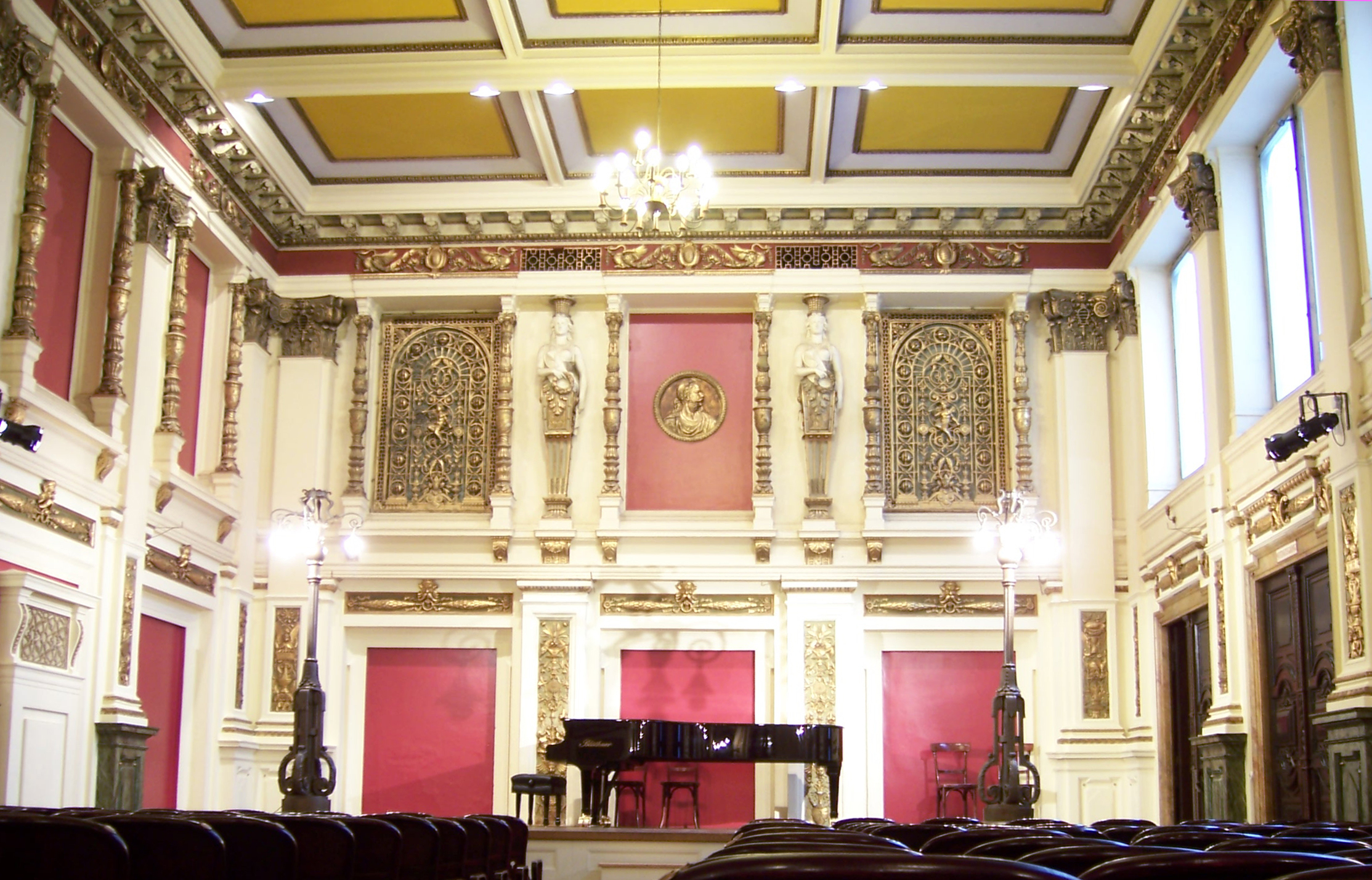
Ehrbar-Saal-Podium

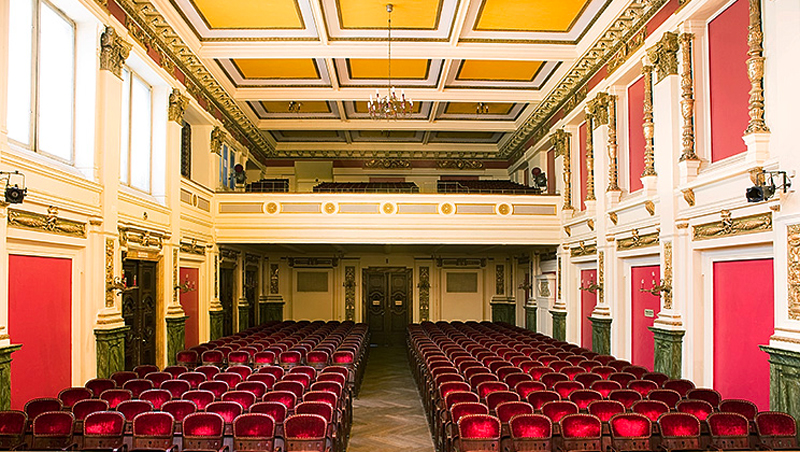
Ehrbar-Saal-Galerie

Das Prayner Konservatorium des Herrn Mag. Josef Schmid war eine Musikschule in Wien. Am 26. Juni 2020 wurde Insolvenz angemeldet. Dem Konservatorium war zuvor am 18. Juni 2020 vom Verwaltungsgerichtshof endgültig das Öffentlichkeitsrecht entzogen worden; das Konservatorium wurde behördlich geschlossen.

## Geschichte
Das Konservatorium wurde 1905 von der Musikpädagogin Eugenie Patonay als Musikschule gegründet und dann als Konservatorium für Musik und dramatische Kunst weitergeführt. 1911 übersiedelte das Institut in die Räumlichkeiten der ehemaligen Klavierbaufirma Ehrbar. Bald wurden auch Schauspiel- und Ballettunterricht angeboten.
Bis 1938 war Kurt Steinitz der Eigentümer der Liegenschaft in der Mühlgasse. Nach dem Anschluss Österreichs an das Deutsche Reich im März 1938 flüchtete Steinitz nach Südamerika, und die Immobilie wurde durch den Gestapo-Vertrauensanwalt Stefan Lehner als Treuhänder verwaltet. 1939 wurde das Konservatorium für Musik und dramatische Kunst durch das Ehepaar Karl und Margarethe Prayner arisiert.
Das Konservatorium hatte seinen Hauptsitz im denkmalgeschützten Palais Ehrbar im 4. Wiener Gemeindebezirk Wieden. Dort befanden sich neben dem denkmalgeschützten Ehrbarsaal 21 Unterrichtsräume, ein kleiner Konzertsaal, ein Ballettsaal, eine Probebühne und zwei Theoriesäle. Seit 2011 gab es in der Mariahilfer Straße einen weiteren Standort.
2013 gerieten die zwei vom Ehepaar Josef und Eva Maria Schmid geleiteten Institute – das Prayner Konservatorium und das Vienna Konservatorium aufgrund massiver Kritik in das Visier der Schulbehörden. Beide Schulen hätten gegen die eigenen Statuten verstoßen und etwa die Lehrpläne nicht eingehalten. Außerdem wurde den Instituten Schlepperei durch Erschleichung von Studentenvisa vorgeworfen. Beide Konservatorien hätten ihr Geschäftsmodell auf ausländische Studierende ausgerichtet und dabei den Ruf Wiens als "Weltstadt der klassischen Musik" ausgenutzt.
Im Sommer 2020 wurde das Konservatorium auf Grund der Insolvenz von Josef Schmid behördlich geschlossen und es werden keine Studien mehr angeboten.